# Jocelyn Toynbee
Jocelyn Mary Catherine Toynbee, née le 3 mars 1897 à Paddington, Londres et morte le 31 décembre 1985 à Oxford, est une archéologue et historienne de l'art britannique. Elle est la première chercheuse britannique à s'intéresser à l'art de la Rome antique, et en devient l'une des références mondiales.

## Biographie
Jocelyn Toynbee est la fille de Harry Valpy Toynbee, secrétaire de la Charity Organization Society, et de Sarah Edith Marshall (1859-1939). Son frère Arnold J. Toynbee est l'un des principaux historiens de l'histoire mondiale (universal history) au XXe siècle.
Jocelyn Toynbee fait ses études au lycée pour filles de Winchester et au Newnham College de Cambridge, d'où elle sort First-class honours, dans des études de littératures classiques.
Elle est tutrice d'études classiques au St Hugh's College de Oxford de 1921 à 1924, professeur de lettres classiques à l'Université de Reading, et, à partir de 1927, directrice des études de lettres classiques à Newnham. En 1931, elle est nommée maître de conférences en lettres classiques à l'université de Cambridge, avant de devenir la quatrième professeur d'archéologie classique de la chaire Laurence de 1951 à 1962. Elle reçoit la médaille de la Royal Numismatic Society en 1948. Elle est élue membre honoraire étranger de l'Académie Américaine des Arts et des Sciences en 1973.

## Publications
- The Hadrianic school: a chapter in the history of Greek art, 1934
- Roman Medallions, 1944
- Some Notes on Artists in the Roman World, Bruxelles, 1951
- The Ara Pacis Reconsidered, Proc. Brit. Acad., 1953
- avec John Brian Ward-Perkins : The Shrine of St Peter and the Vatican Excavations, 1956
- The Flavian Reliefs from the Palazzo delle Cancellaria in Rome, 1957
- Art in Roman Britain, 1962
- Art in Britain under the Romans, 1964
- The Art of the Romans, 1965
- Death and Burial in the Roman World, 1971
- Animals in Roman Life and Art, 1973
- The Roman Art Treasures from The Temple of Mithras, 1986